# Мерінг (Верхня Баварія)
Мерінг (нім. Mehring) — громада в Німеччині, розташована в землі Баварія. Підпорядковується адміністративному округу Верхня Баварія. Входить до складу району Альтеттінг. Складова частина об'єднання громад Еммертінг.
Площа — 23,37 км2. Населення становить 2435 ос. (станом на 31 грудня 2020).

## Галерея

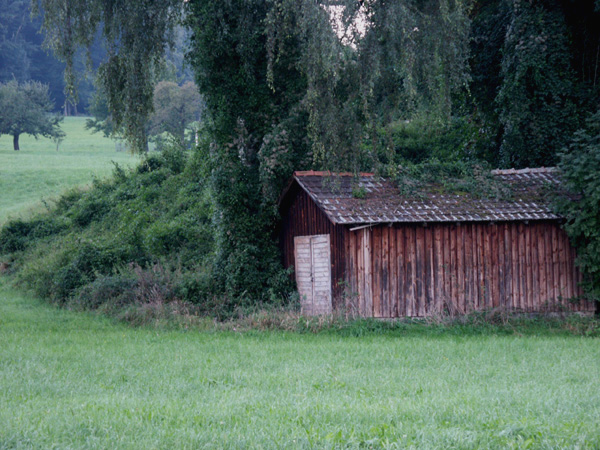
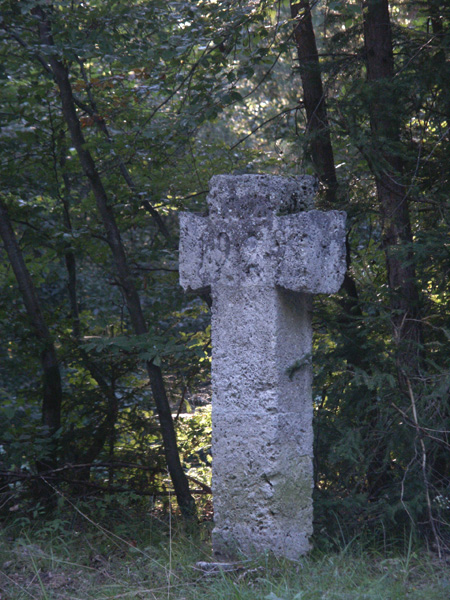
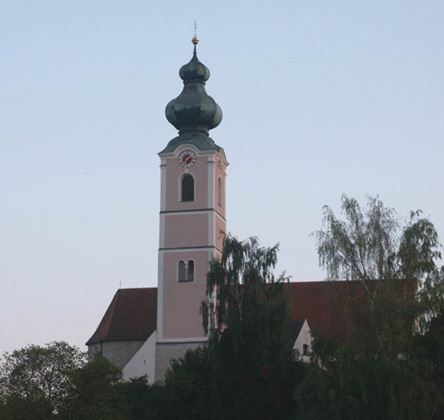